# Кекелия, Вера Варламовна
 Вера Варламовна Кекелия  (укр. Віра Варламівна Кекелія; род. 5 мая 1986, Харьков) — украинская певица, телеведущая, участница юмористического проекта «Женский квартал» «Студии Квартал 95» суперфиналистка вокального шоу телеканала «1+1» «Голос страны-7».

## Образование
В 2003 году Кекелия окончила общеобразовательную школу в Харькове и по настоянию родителей поступила в Харьковский национальный университет строительства и архитектуры. Окончила экономический факультет в 2008 году, но по специальности не работала.

## Карьера певицы
Вокальный талант и увлечение музыкой у Веры проявились в раннем детстве. Она принимала участие в многочисленных всеукраинских и международных конкурсах молодых вокалистов, где неоднократно получала первые места.
В выпускном классе школы певицу пригласили принять участие в харьковской группе «Созвездие». Уже через пару месяцев подготовки коллектив отправился выступать на международный фестиваль «Черноморские игры», где завоевал гран-при.
Впервые Вера вышла на большую сцену в 2010 году, когда стала финалисткой телепроекта «Суперзвезда» на канале «1+1» под именем Вера Варламова. С 2011 году певица выступает в составе популярной группы «А. Р. М. I. Я.». Через пять лет Вера оставляет коллектив, чтобы создать семью. В 2016 г. она снова возвращается на сцену, уже в составе джазового оркестра имени Александра Фокина «Radioband».
В 2017 году Вера Кекелия приняла участие в вокальном проекте «Голос страны-7» на «1+1», где вместе с тренером Сергеем Бабкиным дошла до суперфинала. Проект сыграл важную роль не только в творческой, но и личной жизни певицы. Именно там она встретила своего будущего супруга музыканта Романа Дуду (DUDA).

Сейчас Вера активно работает над своим собственным репертуаром и развивается как сольная певица.
Я хочу создавать музыку, которая бы вдохновляла людей, была их поддержкой, когда им это нужно.У меня есть плейлист, который я включаю, когда  грустно или тяжело. Ты слушаешь эту музыку, и становится радостнее, легче, солнечнее на душе. Для меня важно, чтобы моя музыка несла в себе свет, обогащала слушателей.
В июне 2018 года вышел первый сольный сингл Веры Кекелии «Похожи», который певица посвятила своему возлюбленному. Автором слов и музыки выступила сама Вера. Вскоре вышел дебютный клип на эту композицию. В октябре 2018 г. в сотрудничестве с супругом музыкантом Романом Дудой вышла дуэтная песня «Тобі», которую пара презентовала по случаю первой годовщины своей свадьбы. Автор слов и музыки — Роман Дуда.

## Телепроекты
Вера неоднократно принимала участие в вокальные телевизионных проектах («Суперзвезда», «Голос країни»), в которых доходила до финала.
В 2018 году стала участницей юмористического проекта «Студия Квартал 95» «Женский квартал», впервые проявив себя в роли актрисы и юмористки.
На протяжении пятого сезона танцевального проекта «Танцы со звёздами» Вера Кекелия сопровождала вокалом выступления участников.
С 2020 года ведёт программу «Жизнь известных людей» на телеканале «1+1».

## Синглы
• VERA KEKELIA — «Похожи» (2018)
• DUDA ft. VERA KEKELIA — «Тобі» (2018)
• VERA KEKELIA — «Wow!» (2019)

## Клипы
• VERA KEKELIA — «Похожи» (2018)
• DUDA ft. VERA KEKELIA — «Тобі» (2018)

## Семья
17 октября 2017 года Вера Кекелия вышла замуж за финалиста шоу «Голос країни-7» Романа Дуду, с которым познакомилась на проекте. У пары есть пес Фарго.
Брат Гурам Кекелия.
30 апреля 2020 года у Веры и Романа родился сын — Иван. В августе 2022 года родился второй сын.